# فروشگاه زنجیره‌ای

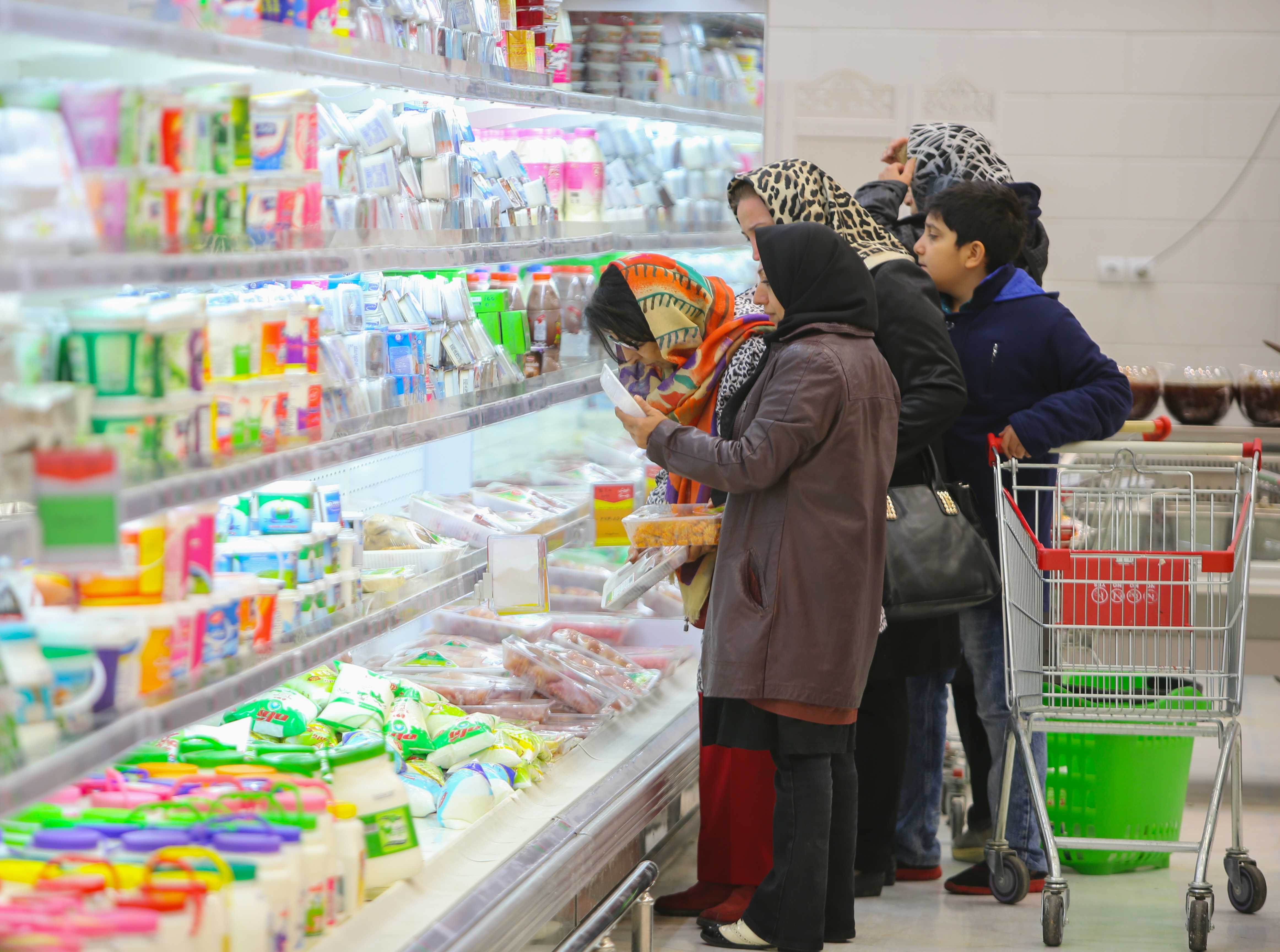
قفسه‌های فروشگاهی در یکی از شعبه‌های فروشگاه زنجیره‌ای رفاه

فروشگاه‌های زنجیره‌ای مجموعه فروشگاه‌هایی هستند که دارای مدیریت واحد هستند و در سطح یک شهر، کشور یا چندین کشور پراکنده‌اند. این فروشگاه‌ها از عنوان تجاری یکسانی استفاده می‌کنند و معمولاً محصولات مشابه یا تقریباً مشابهی ارائه می‌کنند.
در سال ۲۰۰۴ میلادی، فروشگاه‌های وال‌مارت به‌عنوان بزرگ‌ترین و سرمایه‌دارترین فروشگاه‌های زنجیره‌ای جهان شناخته شدند.

## فروشگاه‌های زنجیره‌ای ایران
در ایران اولین فروشگاه زنجیره‌ای را برادران اخوان کاشانی با نام فروشگاه زنجیره‌ای «بزرگ ایران» در سال ۱۳۴۰ تأسیس کردند و ۸ سال بعد محمود خیامی و برادرش فروشگاه زنجیره‌ای کورش را راه‌اندازی کردند.
برخی از فروشگاه‌های زنجیره‌ای در تمام گروه‌های کالایی به شرح زیر است:
- هایپر استار
- هایپر می
- رفاه
- شهروند
- سپه
- اتکا

برخی از فروشگاه‌های زنجیره‌ای در گروه‌های غذایی به شرح زیر است:
- مینو مارت ( وابسته به شرکت مینو )
- دیلی‌مارکت
- هفت
- جانبو
- گندم
- افق کوروش
- وال‌مارکت
- تیرازیس
- وین مارکت
- وی وان
- شیرین عسل